# Сулув (Малопольське воєводство)
Сулув (пол. Sułów) — село в Польщі, у гміні Біскупиці Велицького повіту Малопольського воєводства.
Населення — 582 особи (2011).

## Демографія
Демографічна структура станом на 31 березня 2011 року:
|          | Загалом | Допрацездатний вік | Працездатний вік | Постпрацездатний вік |
| -------- | ------- | ------------------ | ---------------- | -------------------- |
| Чоловіки | 289     | 67                 | 202              | 20                   |
| Жінки    | 293     | 63                 | 178              | 52                   |
| Разом    | 582     | 130                | 380              | 72                   |